# Marinus von Bomarzo
Marinus (italienisch Marino; erwähnt zwischen 942 und 958) war Bischof von Bomarzo, päpstlicher Legat und Bibliothekar. Er leitete die Synoden von Ingelheim und Trier 948 und soll an der Gründung der Bistümer Brandenburg und Havelberg beteiligt gewesen sein.

## Leben
Marinus wurde 942 in einer römischen Gerichtsurkunde erstmals genannt. Ob er 946 in Magdeburg bei der angeblichen Gründung des Bistums Havelberg anwesend war, ist fraglich. Im Juni 948 saß er der Universalsynode in Ingelheim als päpstlicher Legat vor. Am 1. Oktober soll auf seinen Rat hin das Bistum Brandenburg gegründet worden sein. In diesem Monat leitete Marinus die Synode von Trier. Am 1. November weihte er das neue Benediktinerkloster in Fulda.
Zwischen 955 und 958 ist Marinus als päpstlicher Bibliothekar und Datar bezeugt.